# 百年孤独
《百年孤独》（西班牙語：Cien años de soledad），是哥倫比亞作家加夫列尔·加西亚·马尔克斯的作品，“魔幻現實主義”的代表作，在世界上享有盛譽。作者也因此獲得1982年諾貝爾文學獎，瑞典皇家學院的頒獎理由是：“像其他重要的拉丁美洲作家一樣，马尔克斯永遠為弱小貧窮者請命，而反抗內部的壓迫與外來的剝削。”
《百年孤独》發表於1967年，小說以虛構市鎮馬康多（Macondo）的榮衰作為拉丁美洲百年滄桑的縮影。以奇詭的手法反映了殖民、獨裁、鬥爭和流血的歷史，以及遺忘和孤獨的主題。故事講述一個光怪陸離的波恩地亞（Buendía）家族在一百年間，六代人因權力與情慾的輪迴上演興衰起落，第一代的老波恩地亞在晚年被綁在樹上過日子，烏蘇拉是波恩地亞家的女主人，一直在背後默默支持著家人，但她又充滿正義感，她的孫子阿爾卡迪歐在馬康多以暴力統治人民時，挺身而出為人民打抱不平。最後一個子孫——奧雷里亞諾的兒子在剛出生時被螞蟻吃掉，奧雷里亞諾在看完吉卜賽人（梅賈德斯）的預言遺稿後，隨著馬康多一起消失了。智利作家聶魯達稱讚《百年孤独》是“繼的《堂吉诃德》之後最偉大的西班牙語作品”。
該書的中文譯本有多種，例如中國大陸有1984年黃錦炎、沈國正、陳泉翻譯的版本（上海譯文出版社1984年版），2011年正式授权出版的范晔版，臺灣則有1982年宋碧雲、1984年楊耐冬與2018年葉淑吟三個版本。

## 布恩迪亚家族世系图
| 尼卡诺尔·乌略亚 | 尼卡诺尔·乌略亚 | 尼卡诺尔·乌略亚 | 尼卡诺尔·乌略亚 | 尼卡诺尔·乌略亚 | 尼卡诺尔·乌略亚 |        |        | 丽贝卡·蒙铁尔       | 丽贝卡·蒙铁尔       | 丽贝卡·蒙铁尔       | 丽贝卡·蒙铁尔       | 丽贝卡·蒙铁尔       | 丽贝卡·蒙铁尔       |                 |                 |                 |                 |                 |                 |                   |                   |                   |                   | 何塞·阿尔卡蒂奥·布恩迪亚 | 何塞·阿尔卡蒂奥·布恩迪亚 | 何塞·阿尔卡蒂奥·布恩迪亚 | 何塞·阿尔卡蒂奥·布恩迪亚 | 何塞·阿尔卡蒂奥·布恩迪亚 | 何塞·阿尔卡蒂奥·布恩迪亚 |                     |                     |                      |                      |                      |                      | 乌尔苏拉·伊瓜兰      | 乌尔苏拉·伊瓜兰      | 乌尔苏拉·伊瓜兰 | 乌尔苏拉·伊瓜兰 | 乌尔苏拉·伊瓜兰 | 乌尔苏拉·伊瓜兰 |                 |                 |                 |                 |                   |                   |                   |                   |                   |                   |  |  |                     |                     |                     |                     |                     |                     |  |  |                     |                     |                     |                     |                     |                     |  |  |                   |                   |                   |                   |                   |                   |  |  |                   |                   |                   |                   |                   |                   |  |  |          |          |          |          |          |          |
| 尼卡诺尔·乌略亚 | 尼卡诺尔·乌略亚 | 尼卡诺尔·乌略亚 | 尼卡诺尔·乌略亚 | 尼卡诺尔·乌略亚 | 尼卡诺尔·乌略亚 |        |        | 丽贝卡·蒙铁尔       | 丽贝卡·蒙铁尔       | 丽贝卡·蒙铁尔       | 丽贝卡·蒙铁尔       | 丽贝卡·蒙铁尔       | 丽贝卡·蒙铁尔       |                 |                 |                 |                 |                 |                 |                   |                   |                   |                   | 何塞·阿尔卡蒂奥·布恩迪亚 | 何塞·阿尔卡蒂奥·布恩迪亚 | 何塞·阿尔卡蒂奥·布恩迪亚 | 何塞·阿尔卡蒂奥·布恩迪亚 | 何塞·阿尔卡蒂奥·布恩迪亚 | 何塞·阿尔卡蒂奥·布恩迪亚 |                     |                     |                      |                      |                      |                      | 乌尔苏拉·伊瓜兰      | 乌尔苏拉·伊瓜兰      | 乌尔苏拉·伊瓜兰 | 乌尔苏拉·伊瓜兰 | 乌尔苏拉·伊瓜兰 | 乌尔苏拉·伊瓜兰 |                 |                 |                 |                 |                   |                   |                   |                   |                   |                   |  |  |                     |                     |                     |                     |                     |                     |  |  |                     |                     |                     |                     |                     |                     |  |  |                   |                   |                   |                   |                   |                   |  |  |                   |                   |                   |                   |                   |                   |  |  |          |          |          |          |          |          |
|                 |                 |                 |                 |                 |                 |        |        |                     |                     |                     |                     |                     |                     |                 |                 |                 |                 |                 |                 |                   |                   |                   |                   |                          |                          |                          |                          |                          |                          |                     |                     |                      |                      |                      |                      |                      |                      |                 |                 |                 |                 |                 |                 |                 |                 |                   |                   |                   |                   |                   |                   |  |  |                     |                     |                     |                     |                     |                     |  |  |                     |                     |                     |                     |                     |                     |  |  |                   |                   |                   |                   |                   |                   |  |  |                   |                   |                   |                   |                   |                   |  |  |          |          |          |          |          |          |
|                 |                 |                 |                 |                 |                 |        |        |                     |                     |                     |                     |                     |                     |                 |                 |                 |                 |                 |                 |                   |                   |                   |                   |                          |                          |                          |                          |                          |                          |                     |                     |                      |                      |                      |                      |                      |                      |                 |                 |                 |                 |                 |                 |                 |                 |                   |                   |                   |                   |                   |                   |  |  |                     |                     |                     |                     |                     |                     |  |  |                     |                     |                     |                     |                     |                     |  |  |                   |                   |                   |                   |                   |                   |  |  |                   |                   |                   |                   |                   |                   |  |  |          |          |          |          |          |          |
|                 |                 |                 |                 |                 |                 |        |        |                     |                     |                     |                     |                     |                     |                 |                 |                 |                 |                 |                 |                   |                   |                   |                   |                          |                          |                          |                          |                          |                          |                     |                     |                      |                      |                      |                      |                      |                      |                 |                 |                 |                 |                 |                 |                 |                 |                   |                   |                   |                   |                   |                   |  |  |                     |                     |                     |                     |                     |                     |  |  |                     |                     |                     |                     |                     |                     |  |  |                   |                   |                   |                   |                   |                   |  |  |                   |                   |                   |                   |                   |                   |  |  |          |          |          |          |          |          |
|                 |                 |                 |                 |                 |                 |        |        |                     |                     |                     |                     |                     |                     |                 |                 |                 |                 |                 |                 |                   |                   |                   |                   |                          |                          |                          |                          |                          |                          |                     |                     |                      |                      |                      |                      |                      |                      |                 |                 |                 |                 |                 |                 |                 |                 |                   |                   |                   |                   |                   |                   |  |  |                     |                     |                     |                     |                     |                     |  |  |                     |                     |                     |                     |                     |                     |  |  |                   |                   |                   |                   |                   |                   |  |  |                   |                   |                   |                   |                   |                   |  |  |          |          |          |          |          |          |
|                 |                 |                 |                 | 丽贝卡          | 丽贝卡          | 丽贝卡 | 丽贝卡 | 丽贝卡              | 丽贝卡              |                     |                     |                     |                     | 何塞·阿尔卡蒂奥 | 何塞·阿尔卡蒂奥 | 何塞·阿尔卡蒂奥 | 何塞·阿尔卡蒂奥 | 何塞·阿尔卡蒂奥 | 何塞·阿尔卡蒂奥 |                   |                   |                   |                   |                          |                          |                          |                          |                          |                          | 庇拉尔·特尔内拉     | 庇拉尔·特尔内拉     | 庇拉尔·特尔内拉      | 庇拉尔·特尔内拉      | 庇拉尔·特尔内拉      | 庇拉尔·特尔内拉      |                      |                      |                 |                 |                 |                 |                 |                 |                 |                 |                   |                   |                   |                   |                   |                   |  |  |                     |                     |                     |                     |                     |                     |  |  | 奥雷里亚诺·布恩迪亚 | 奥雷里亚诺·布恩迪亚 | 奥雷里亚诺·布恩迪亚 | 奥雷里亚诺·布恩迪亚 | 奥雷里亚诺·布恩迪亚 | 奥雷里亚诺·布恩迪亚 |  |  | 蕾梅黛丝·摩斯科特 | 蕾梅黛丝·摩斯科特 | 蕾梅黛丝·摩斯科特 | 蕾梅黛丝·摩斯科特 | 蕾梅黛丝·摩斯科特 | 蕾梅黛丝·摩斯科特 |  |  |                   |                   |                   |                   |                   |                   |  |  |          |          |          |          |          |          |
|                 |                 |                 |                 | 丽贝卡          | 丽贝卡          | 丽贝卡 | 丽贝卡 | 丽贝卡              | 丽贝卡              |                     |                     |                     |                     | 何塞·阿尔卡蒂奥 | 何塞·阿尔卡蒂奥 | 何塞·阿尔卡蒂奥 | 何塞·阿尔卡蒂奥 | 何塞·阿尔卡蒂奥 | 何塞·阿尔卡蒂奥 |                   |                   |                   |                   |                          |                          |                          |                          |                          |                          | 庇拉尔·特尔内拉     | 庇拉尔·特尔内拉     | 庇拉尔·特尔内拉      | 庇拉尔·特尔内拉      | 庇拉尔·特尔内拉      | 庇拉尔·特尔内拉      |                      |                      |                 |                 |                 |                 |                 |                 |                 |                 |                   |                   |                   |                   |                   |                   |  |  |                     |                     |                     |                     |                     |                     |  |  | 奥雷里亚诺·布恩迪亚 | 奥雷里亚诺·布恩迪亚 | 奥雷里亚诺·布恩迪亚 | 奥雷里亚诺·布恩迪亚 | 奥雷里亚诺·布恩迪亚 | 奥雷里亚诺·布恩迪亚 |  |  | 蕾梅黛丝·摩斯科特 | 蕾梅黛丝·摩斯科特 | 蕾梅黛丝·摩斯科特 | 蕾梅黛丝·摩斯科特 | 蕾梅黛丝·摩斯科特 | 蕾梅黛丝·摩斯科特 |  |  |                   |                   |                   |                   |                   |                   |  |  |          |          |          |          |          |          |
|                 |                 |                 |                 |                 |                 |        |        |                     |                     |                     |                     |                     |                     |                 |                 |                 |                 |                 |                 |                   |                   |                   |                   |                          |                          |                          |                          |                          |                          |                     |                     |                      |                      |                      |                      |                      |                      |                 |                 |                 |                 |                 |                 |                 |                 |                   |                   |                   |                   |                   |                   |  |  |                     |                     |                     |                     |                     |                     |  |  |                     |                     |                     |                     |                     |                     |  |  |                   |                   |                   |                   |                   |                   |  |  |                   |                   |                   |                   |                   |                   |  |  |          |          |          |          |          |          |
|                 |                 |                 |                 |                 |                 |        |        |                     |                     |                     |                     |                     |                     |                 |                 |                 |                 |                 |                 |                   |                   |                   |                   |                          |                          |                          |                          |                          |                          |                     |                     |                      |                      |                      |                      |                      |                      |                 |                 |                 |                 |                 |                 |                 |                 |                   |                   |                   |                   |                   |                   |  |  |                     |                     |                     |                     |                     |                     |  |  |                     |                     |                     |                     |                     |                     |  |  |                   |                   |                   |                   |                   |                   |  |  |                   |                   |                   |                   |                   |                   |  |  |          |          |          |          |          |          |
|                 |                 |                 |                 |                 |                 |        |        |                     |                     |                     |                     |                     |                     |                 |                 |                 |                 |                 |                 | 阿尔卡蒂奥        | 阿尔卡蒂奥        | 阿尔卡蒂奥        | 阿尔卡蒂奥        | 阿尔卡蒂奥               | 阿尔卡蒂奥               |                          |                          | 聖塔蘇菲亚·德拉彼达      | 聖塔蘇菲亚·德拉彼达      | 聖塔蘇菲亚·德拉彼达 | 聖塔蘇菲亚·德拉彼达 | 聖塔蘇菲亚·德拉彼达  | 聖塔蘇菲亚·德拉彼达  |                      |                      |                      |                      |                 |                 |                 |                 |                 |                 |                 |                 | 奥雷里亚诺·阿玛多 | 奥雷里亚诺·阿玛多 | 奥雷里亚诺·阿玛多 | 奥雷里亚诺·阿玛多 | 奥雷里亚诺·阿玛多 | 奥雷里亚诺·阿玛多 |  |  | 奥雷里亚诺·特里斯德 | 奥雷里亚诺·特里斯德 | 奥雷里亚诺·特里斯德 | 奥雷里亚诺·特里斯德 | 奥雷里亚诺·特里斯德 | 奥雷里亚诺·特里斯德 |  |  | 奥雷里亚诺·山德诺   | 奥雷里亚诺·山德诺   | 奥雷里亚诺·山德诺   | 奥雷里亚诺·山德诺   | 奥雷里亚诺·山德诺   | 奥雷里亚诺·山德诺   |  |  | 奥雷里亚诺·塞拉多 | 奥雷里亚诺·塞拉多 | 奥雷里亚诺·塞拉多 | 奥雷里亚诺·塞拉多 | 奥雷里亚诺·塞拉多 | 奥雷里亚诺·塞拉多 |  |  | 奥雷里亚诺·阿卡亚 | 奥雷里亚诺·阿卡亚 | 奥雷里亚诺·阿卡亚 | 奥雷里亚诺·阿卡亚 | 奥雷里亚诺·阿卡亚 | 奥雷里亚诺·阿卡亚 |  |  |          |          |          |          |          |          |
|                 |                 |                 |                 |                 |                 |        |        |                     |                     |                     |                     |                     |                     |                 |                 |                 |                 |                 |                 | 阿尔卡蒂奥        | 阿尔卡蒂奥        | 阿尔卡蒂奥        | 阿尔卡蒂奥        | 阿尔卡蒂奥               | 阿尔卡蒂奥               |                          |                          | 聖塔蘇菲亚·德拉彼达      | 聖塔蘇菲亚·德拉彼达      | 聖塔蘇菲亚·德拉彼达 | 聖塔蘇菲亚·德拉彼达 | 聖塔蘇菲亚·德拉彼达  | 聖塔蘇菲亚·德拉彼达  |                      |                      |                      |                      |                 |                 |                 |                 |                 |                 |                 |                 | 奥雷里亚诺·阿玛多 | 奥雷里亚诺·阿玛多 | 奥雷里亚诺·阿玛多 | 奥雷里亚诺·阿玛多 | 奥雷里亚诺·阿玛多 | 奥雷里亚诺·阿玛多 |  |  | 奥雷里亚诺·特里斯德 | 奥雷里亚诺·特里斯德 | 奥雷里亚诺·特里斯德 | 奥雷里亚诺·特里斯德 | 奥雷里亚诺·特里斯德 | 奥雷里亚诺·特里斯德 |  |  | 奥雷里亚诺·山德诺   | 奥雷里亚诺·山德诺   | 奥雷里亚诺·山德诺   | 奥雷里亚诺·山德诺   | 奥雷里亚诺·山德诺   | 奥雷里亚诺·山德诺   |  |  | 奥雷里亚诺·塞拉多 | 奥雷里亚诺·塞拉多 | 奥雷里亚诺·塞拉多 | 奥雷里亚诺·塞拉多 | 奥雷里亚诺·塞拉多 | 奥雷里亚诺·塞拉多 |  |  | 奥雷里亚诺·阿卡亚 | 奥雷里亚诺·阿卡亚 | 奥雷里亚诺·阿卡亚 | 奥雷里亚诺·阿卡亚 | 奥雷里亚诺·阿卡亚 | 奥雷里亚诺·阿卡亚 |  |  |          |          |          |          |          |          |
|                 |                 |                 |                 |                 |                 |        |        |                     |                     |                     |                     |                     |                     |                 |                 |                 |                 |                 |                 |                   |                   |                   |                   |                          |                          |                          |                          |                          |                          |                     |                     |                      |                      |                      |                      |                      |                      |                 |                 |                 |                 |                 |                 |                 |                 |                   |                   |                   |                   |                   |                   |  |  |                     |                     |                     |                     |                     |                     |  |  |                     |                     |                     |                     |                     |                     |  |  |                   |                   |                   |                   |                   |                   |  |  |                   |                   |                   |                   |                   |                   |  |  |          |          |          |          |          |          |
|                 |                 |                 |                 |                 |                 |        |        |                     |                     |                     |                     |                     |                     |                 |                 |                 |                 |                 |                 |                   |                   |                   |                   |                          |                          |                          |                          |                          |                          |                     |                     |                      |                      |                      |                      |                      |                      |                 |                 |                 |                 |                 |                 |                 |                 |                   |                   |                   |                   |                   |                   |  |  |                     |                     |                     |                     |                     |                     |  |  |                     |                     |                     |                     |                     |                     |  |  |                   |                   |                   |                   |                   |                   |  |  |                   |                   |                   |                   |                   |                   |  |  |          |          |          |          |          |          |
| 蕾梅黛丝        | 蕾梅黛丝        | 蕾梅黛丝        | 蕾梅黛丝        | 蕾梅黛丝        | 蕾梅黛丝        |        |        | 何塞·阿尔卡蒂奥第二 | 何塞·阿尔卡蒂奥第二 | 何塞·阿尔卡蒂奥第二 | 何塞·阿尔卡蒂奥第二 | 何塞·阿尔卡蒂奥第二 | 何塞·阿尔卡蒂奥第二 |                 |                 | 佩特拉·科特斯   | 佩特拉·科特斯   | 佩特拉·科特斯   | 佩特拉·科特斯   | 佩特拉·科特斯     | 佩特拉·科特斯     |                   |                   | 奥雷里亚诺第二           | 奥雷里亚诺第二           | 奥雷里亚诺第二           | 奥雷里亚诺第二           | 奥雷里亚诺第二           | 奥雷里亚诺第二           |                     |                     | 费尔南达·德尔·卡皮奥 | 费尔南达·德尔·卡皮奥 | 费尔南达·德尔·卡皮奥 | 费尔南达·德尔·卡皮奥 | 费尔南达·德尔·卡皮奥 | 费尔南达·德尔·卡皮奥 |                 |                 | 奥雷里亚诺·何塞 | 奥雷里亚诺·何塞 | 奥雷里亚诺·何塞 | 奥雷里亚诺·何塞 | 奥雷里亚诺·何塞 | 奥雷里亚诺·何塞 |                   |                   |                   |                   |                   |                   |  |  |                     |                     |                     |                     |                     |                     |  |  |                     |                     |                     |                     |                     |                     |  |  |                   |                   |                   |                   |                   |                   |  |  |                   |                   |                   |                   |                   |                   |  |  | 阿玛兰妲 | 阿玛兰妲 | 阿玛兰妲 | 阿玛兰妲 | 阿玛兰妲 | 阿玛兰妲 |
| 蕾梅黛丝        | 蕾梅黛丝        | 蕾梅黛丝        | 蕾梅黛丝        | 蕾梅黛丝        | 蕾梅黛丝        |        |        | 何塞·阿尔卡蒂奥第二 | 何塞·阿尔卡蒂奥第二 | 何塞·阿尔卡蒂奥第二 | 何塞·阿尔卡蒂奥第二 | 何塞·阿尔卡蒂奥第二 | 何塞·阿尔卡蒂奥第二 |                 |                 | 佩特拉·科特斯   | 佩特拉·科特斯   | 佩特拉·科特斯   | 佩特拉·科特斯   | 佩特拉·科特斯     | 佩特拉·科特斯     |                   |                   | 奥雷里亚诺第二           | 奥雷里亚诺第二           | 奥雷里亚诺第二           | 奥雷里亚诺第二           | 奥雷里亚诺第二           | 奥雷里亚诺第二           |                     |                     | 费尔南达·德尔·卡皮奥 | 费尔南达·德尔·卡皮奥 | 费尔南达·德尔·卡皮奥 | 费尔南达·德尔·卡皮奥 | 费尔南达·德尔·卡皮奥 | 费尔南达·德尔·卡皮奥 |                 |                 | 奥雷里亚诺·何塞 | 奥雷里亚诺·何塞 | 奥雷里亚诺·何塞 | 奥雷里亚诺·何塞 | 奥雷里亚诺·何塞 | 奥雷里亚诺·何塞 |                   |                   |                   |                   |                   |                   |  |  |                     |                     |                     |                     |                     |                     |  |  |                     |                     |                     |                     |                     |                     |  |  |                   |                   |                   |                   |                   |                   |  |  |                   |                   |                   |                   |                   |                   |  |  | 阿玛兰妲 | 阿玛兰妲 | 阿玛兰妲 | 阿玛兰妲 | 阿玛兰妲 | 阿玛兰妲 |
|                 |                 |                 |                 |                 |                 |        |        |                     |                     |                     |                     |                     |                     |                 |                 |                 |                 |                 |                 |                   |                   |                   |                   |                          |                          |                          |                          |                          |                          |                     |                     |                      |                      |                      |                      |                      |                      |                 |                 |                 |                 |                 |                 |                 |                 |                   |                   |                   |                   |                   |                   |  |  |                     |                     |                     |                     |                     |                     |  |  |                     |                     |                     |                     |                     |                     |  |  |                   |                   |                   |                   |                   |                   |  |  |                   |                   |                   |                   |                   |                   |  |  |          |          |          |          |          |          |
|                 |                 |                 |                 |                 |                 |        |        |                     |                     |                     |                     |                     |                     |                 |                 |                 |                 |                 |                 |                   |                   |                   |                   |                          |                          |                          |                          |                          |                          |                     |                     |                      |                      |                      |                      |                      |                      |                 |                 |                 |                 |                 |                 |                 |                 |                   |                   |                   |                   |                   |                   |  |  |                     |                     |                     |                     |                     |                     |  |  |                     |                     |                     |                     |                     |                     |  |  |                   |                   |                   |                   |                   |                   |  |  |                   |                   |                   |                   |                   |                   |  |  |          |          |          |          |          |          |
|                 |                 |                 |                 |                 |                 |        |        | 何塞·阿尔卡蒂奥     | 何塞·阿尔卡蒂奥     | 何塞·阿尔卡蒂奥     | 何塞·阿尔卡蒂奥     | 何塞·阿尔卡蒂奥     | 何塞·阿尔卡蒂奥     |                 |                 | 蕾纳塔·蕾梅蒂丝 | 蕾纳塔·蕾梅蒂丝 | 蕾纳塔·蕾梅蒂丝 | 蕾纳塔·蕾梅蒂丝 | 蕾纳塔·蕾梅蒂丝   | 蕾纳塔·蕾梅蒂丝   |                   |                   | 马乌里肖·巴比伦          | 马乌里肖·巴比伦          | 马乌里肖·巴比伦          | 马乌里肖·巴比伦          | 马乌里肖·巴比伦          | 马乌里肖·巴比伦          |                     |                     |                      |                      |                      |                      |                      |                      |                 |                 |                 |                 |                 |                 |                 |                 |                   |                   |                   |                   |                   |                   |  |  |                     |                     |                     |                     |                     |                     |  |  |                     |                     |                     |                     |                     |                     |  |  |                   |                   |                   |                   |                   |                   |  |  |                   |                   |                   |                   |                   |                   |  |  |          |          |          |          |          |          |
|                 |                 |                 |                 |                 |                 |        |        | 何塞·阿尔卡蒂奥     | 何塞·阿尔卡蒂奥     | 何塞·阿尔卡蒂奥     | 何塞·阿尔卡蒂奥     | 何塞·阿尔卡蒂奥     | 何塞·阿尔卡蒂奥     |                 |                 | 蕾纳塔·蕾梅蒂丝 | 蕾纳塔·蕾梅蒂丝 | 蕾纳塔·蕾梅蒂丝 | 蕾纳塔·蕾梅蒂丝 | 蕾纳塔·蕾梅蒂丝   | 蕾纳塔·蕾梅蒂丝   |                   |                   | 马乌里肖·巴比伦          | 马乌里肖·巴比伦          | 马乌里肖·巴比伦          | 马乌里肖·巴比伦          | 马乌里肖·巴比伦          | 马乌里肖·巴比伦          |                     |                     |                      |                      |                      |                      |                      |                      |                 |                 |                 |                 |                 |                 |                 |                 |                   |                   |                   |                   |                   |                   |  |  |                     |                     |                     |                     |                     |                     |  |  |                     |                     |                     |                     |                     |                     |  |  |                   |                   |                   |                   |                   |                   |  |  |                   |                   |                   |                   |                   |                   |  |  |          |          |          |          |          |          |
|                 |                 |                 |                 |                 |                 |        |        |                     |                     |                     |                     |                     |                     |                 |                 |                 |                 |                 |                 |                   |                   |                   |                   |                          |                          |                          |                          |                          |                          |                     |                     |                      |                      |                      |                      |                      |                      |                 |                 |                 |                 |                 |                 |                 |                 |                   |                   |                   |                   |                   |                   |  |  |                     |                     |                     |                     |                     |                     |  |  |                     |                     |                     |                     |                     |                     |  |  |                   |                   |                   |                   |                   |                   |  |  |                   |                   |                   |                   |                   |                   |  |  |          |          |          |          |          |          |
|                 |                 |                 |                 |                 |                 |        |        |                     |                     |                     |                     |                     |                     |                 |                 |                 |                 |                 |                 | 奥雷里亚诺·巴比伦 | 奥雷里亚诺·巴比伦 | 奥雷里亚诺·巴比伦 | 奥雷里亚诺·巴比伦 | 奥雷里亚诺·巴比伦        | 奥雷里亚诺·巴比伦        |                          |                          |                          |                          |                     |                     | 阿玛兰妲·乌尔苏拉    | 阿玛兰妲·乌尔苏拉    | 阿玛兰妲·乌尔苏拉    | 阿玛兰妲·乌尔苏拉    | 阿玛兰妲·乌尔苏拉    | 阿玛兰妲·乌尔苏拉    |                 |                 | 葛斯頓          | 葛斯頓          | 葛斯頓          | 葛斯頓          | 葛斯頓          | 葛斯頓          |                   |                   |                   |                   |                   |                   |  |  |                     |                     |                     |                     |                     |                     |  |  |                     |                     |                     |                     |                     |                     |  |  |                   |                   |                   |                   |                   |                   |  |  |                   |                   |                   |                   |                   |                   |  |  |          |          |          |          |          |          |
|                 |                 |                 |                 |                 |                 |        |        |                     |                     |                     |                     |                     |                     |                 |                 |                 |                 |                 |                 | 奥雷里亚诺·巴比伦 | 奥雷里亚诺·巴比伦 | 奥雷里亚诺·巴比伦 | 奥雷里亚诺·巴比伦 | 奥雷里亚诺·巴比伦        | 奥雷里亚诺·巴比伦        |                          |                          |                          |                          |                     |                     | 阿玛兰妲·乌尔苏拉    | 阿玛兰妲·乌尔苏拉    | 阿玛兰妲·乌尔苏拉    | 阿玛兰妲·乌尔苏拉    | 阿玛兰妲·乌尔苏拉    | 阿玛兰妲·乌尔苏拉    |                 |                 | 葛斯頓          | 葛斯頓          | 葛斯頓          | 葛斯頓          | 葛斯頓          | 葛斯頓          |                   |                   |                   |                   |                   |                   |  |  |                     |                     |                     |                     |                     |                     |  |  |                     |                     |                     |                     |                     |                     |  |  |                   |                   |                   |                   |                   |                   |  |  |                   |                   |                   |                   |                   |                   |  |  |          |          |          |          |          |          |
|                 |                 |                 |                 |                 |                 |        |        |                     |                     |                     |                     |                     |                     |                 |                 |                 |                 |                 |                 |                   |                   |                   |                   |                          |                          |                          |                          |                          |                          |                     |                     |                      |                      |                      |                      |                      |                      |                 |                 |                 |                 |                 |                 |                 |                 |                   |                   |                   |                   |                   |                   |  |  |                     |                     |                     |                     |                     |                     |  |  |                     |                     |                     |                     |                     |                     |  |  |                   |                   |                   |                   |                   |                   |  |  |                   |                   |                   |                   |                   |                   |  |  |          |          |          |          |          |          |
|                 |                 |                 |                 |                 |                 |        |        |                     |                     |                     |                     |                     |                     |                 |                 |                 |                 |                 |                 |                   |                   |                   |                   |                          |                          | 奥雷里亚诺               |                          |                          |                          |                     |                     |                      |                      |                      |                      |                      |                      |                 |                 |                 |                 |                 |                 |                 |                 |                   |                   |                   |                   |                   |                   |  |  |                     |                     |                     |                     |                     |                     |  |  |                     |                     |                     |                     |                     |                     |  |  |                   |                   |                   |                   |                   |                   |  |  |                   |                   |                   |                   |                   |                   |  |  |          |          |          |          |          |          |

## 背景

### 寫作背景（魔幻現實主義）
魔幻現實主義其實是緣起於歐洲的「後表現主義」屬於一種繪畫風格。而在文學上，歐美的主流文化對於南美洲的文學提出了這個「魔幻現實主義」的概念。
放在《百年孤寂》這本書中的話，簡單的來說就是用在現實生活上添加荒誕離奇魔幻的行為。譬如說，雖然是在記錄波恩地亞家族的故事，卻內含很多離奇的內容。烏蘇拉的嬸嬸生下有豬尾巴的長子、第二代奧雷里亞諾20年戰爭毫無損傷，卻因為站着小便而離世等等的故事情節發生。表面上看起來是個家族史，裡面就用了很多神話、怪奇的筆法。

### 歷史背景（殖民）
馬奎斯：為貧窮、被剝削的人們發聲.....（當時南美洲殖民地式經濟下的貧窮狀況。）
百年孤寂，可說是整個拉丁美洲的縮影。二戰之後世界強權的分佈變成美蘇二元的冷戰對立。哥倫比亞在內的拉丁美洲雖然從歐洲殖民國家獨立出來，但仍受到美國與蘇聯殖民式經濟的壓迫。
殖民式經濟的壓迫使得各國軍事威權政府的形成，獨裁和內戰的情形嚴重。
好像再怎麼努力卻擺脫不了悲劇的宿命，反映出了當時第三國家在殖民體制下的悲哀。波恩地亞家族的興衰也反映出了拉丁美洲的狀況。波恩地亞家族的紛擾也可以說是整個第三世界的紛擾。

## 故事大綱
《百年孤寂》這本書主要是在敘述一個村莊的興衰史，小說中以波恩地亞家族作為故事核心，並分述六代家族不同的故事，作者用每個家族成員因為自己的怪異的個性來配合村莊的興衰史，這些的人物都各自代表不同的孤寂，權力的孤寂、智慧的孤寂、善良的孤寂、戰爭的孤寂、愛的孤寂等等。而綜觀馬康多小鎮以及作為波恩地亞的核家族，百年六代的家族史，所象徵的就是整個拉丁美洲近代歷史的孤寂。
故事的開頭由第一代老波恩地亞，與自己的表親結婚但又因為忍受不了鄰居的嘲笑，將鄰居殺死後決定搬離原本居住的村莊，聽從吉普賽的人的建議前往他處，並在一處地方建立名為馬康多的村莊，在此展開了這一家族六代人因權力與情慾的輪迴上演興衰起落，後面陸陸續續提到了不同年代發生的故事，當中經歷了許多戰爭，工業發展以及大屠殺等等，馬康多這個村莊也日趨隨著波恩地亞家族衰落而逐漸衰敗，其中有特色的是，作者為家族內每位成員取相似的名字，用意是在於反覆強調這整個家族的整體性，傳達著不僅僅只有血脈傳承百年，孤獨也會蔓延百年，主角們無不用自己獨特的方法對抗孤獨，有參加革命的、反覆做手工煉金術又或是沉迷於情慾的等等，整篇以奇詭的手法反映了殖民、獨裁、鬥爭和流血的歷史，以及遺忘和孤獨的主題，讓讀者在最後也能共同為這個家族感嘆。
在故事最後這個夢中之鏡的馬康多小鎮，最終也如鏡花水月的幻影般消逝。作者想帶給讀者的是，當世人遺忘了自身的歷史，而被外在的資本主義所侵蝕，那這城鎮的命運，就如同古老的印第安王國跟流浪的吉普賽人一樣，終究會成為暴力與金錢所掩蓋的亡魂。這是作者對波恩地亞家族的預言與警告，也是作者對拉丁美洲歷史沉痛的控訴與警示。

## 分集大綱

### 第一章
何塞·阿尔卡蒂奥·布恩迪亚很喜歡吉普賽人帶來的事物，如磁鐵、望遠鏡、星象儀等。總是廢寢忘食地投入研究，但是沒人欣賞他，只有吉普賽人梅賈德斯欣賞他。何塞·阿尔卡蒂奥·布恩迪亚想要前往河的對岸以接觸偉大的外界發明，卻發現什麼都沒有。他失望透頂地回到村莊，開始著手準備遷村，卻遭妻子看破並私下聯合村民阻止他。

### 第二章
過去，亲戚曾警告何塞·阿尔卡蒂奥·布恩迪亚和伊瓜蘭·烏蘇拉，他俩是近親結婚，可能會生出畸形兒，因而伊瓜蘭·烏蘇拉在婚後带上了贞操带，并拒絕和丈夫發生性關係，在一次斗鸡比赛中，输了比赛的阿奇勒以此来嘲笑何塞·阿尔卡蒂奥·布恩迪亚，最终导致何塞·阿尔卡蒂奥·布恩迪亚在决斗中用一杆长矛杀了鬥雞對手阿奇勒。
这一事件以后，夫妻倆備受良心譴責，继而和幾位朋友離開了生長的城鎮。大兒子荷西·阿爾卡迪歐便是在旅途中出生的。儿子出生后，伊瓜蘭·烏蘇拉做的第一件事就是检查荷西·阿爾卡迪歐是不是长了猪尾巴，幸而没有。
荷西·阿爾卡迪歐很迷戀懂得紙牌占卜的婦女德內拉，但在得知德內拉懷孕的消息後他非常不安，這期間何塞·阿尔卡蒂奥·布恩迪亚和二儿子奧雷里亞諾成功還原金子，奧雷里亞諾和荷西·阿爾卡迪歐的妹妹阿瑪蘭塔出生了，他都興致缺缺。當荷西·阿爾卡迪歐前去市集中散心時受到一位美麗的吉普賽少女的吸引，最後他趁着夜色悄悄跟隨吉普賽車隊離開了马孔多。兒子的失蹤讓何塞·阿尔卡蒂奥·布恩迪亚和奧雷里亞諾遷怒于德內拉，拒她於門外，而伊瓜蘭·烏蘇拉則出發尋找兒子，最後沒帶回兒子，卻發現了她丈夫追求偉大發明時未發現的路線。

### 第三章
老波恩地亞不願骨肉流落在外，因此收養了荷西·阿爾卡迪歐和德內拉的私生子阿爾卡迪歐，視為己出。一天，孤女蕾貝卡·蒙迪耶（伊瓜蘭的遠房表親）隨商隊來到城鎮，他們收留了她。然而，蕾貝卡患上了失眠症，這病症傳染了全家及全村，幸運的是梅賈德斯來到這個城鎮治癒了大家，之後便在馬康多留了下來。地方行政官莫斯克德來到馬康多，老波恩地亞不滿他下達命令，和他對峙。但之後與老波恩地亞達成協議，他撤去士兵和命令，而老波恩地亞則會替他維持村莊秩序。此時，奧雷里亞諾·波恩地亞看上了莫斯克德最小的女兒蕾梅蒂絲。

### 第四章
蕾貝卡和阿瑪蘭塔同時看上了來他們家裝備鋼琴的調音師傅，來自義大利的克雷斯畢。透過莫斯克德姊姊的牽線，蕾貝卡和克雷斯畢兩人開始通信。奧雷里亞諾·波恩地亞同樣為情所苦，期間他和德內拉發生關係，並告訴了德內拉他愛慕的蕾梅蒂絲一事，德內拉答應幫他們牽線。之後小波恩地亞獲伊瓜蘭支持前去莫家提親，莫家同意了，不過要等的蕾梅蒂絲青春期後才能成婚。德內拉透過蕾貝卡開始進出波恩地亞家。並懷上小波恩地亞的孩子，奧雷里亞諾·波恩地亞答應會認孩子為自己骨肉。梅賈德斯過世了，馬康多隆重地舉辦了村莊中第一樁喪禮。老波恩地亞沉迷於對克雷斯畢帶來的玩物進行實驗，一天他遇見阿奇勒的幽靈，幽靈告訴他他問了梅賈德斯才找到馬康多，兩人相談甚歡，但之後波恩地亞便發狂了，被眾人綁在栗樹幹上給日曬雨淋。

### 第五章
迎來青春期的蕾梅蒂絲和奧雷里亞諾·波恩地亞舉行了婚禮，而克雷斯畢因為他母親的緣故，和蕾貝卡的婚禮延期至新教堂落成後舉行。阿瑪蘭塔原先破壞婚禮的計畫告吹，於是她不斷希望有什麼大事會發生阻止這埸婚事。她另想一計，想在蕾貝卡的咖啡中參入鴉片，但未執行之前的蕾梅蒂絲就因妊娠毒血症被自己的血毒死。阿瑪蘭塔覺得是因為自己的「詛咒」而令的蕾梅蒂絲身亡，受到良心強烈的譴責，而蕾貝卡自此再也不敢想婚禮的事，她和克雷斯畢愛情從此化為烏有。守喪了許久，一天荷西·阿爾卡迪歐突然歸來，蕾貝卡與他交往，很快便論及婚嫁，伊瓜蘭因不認同這場婚姻而將他們趕出家門，而克雷斯畢則轉而追求阿瑪蘭塔。奧雷里亞諾·波恩地亞經常陪伴岳父莫斯克德，知道有關自由黨和保守黨的政治理念，小波恩地亞十分同情自由黨，因此戰爭爆發後便自稱波恩地亞上校，離開村莊加入革命隊伍，阿爾卡迪歐則成為馬康多的政治與軍事領袖。

### 第六章
阿瑪蘭塔和克雷斯畢進展十分順利，然而當他再次求婚時，阿瑪蘭塔卻告訴他，她死也不會和他結婚，傷心欲絕的克雷斯畢因此割腕自殺。阿爾卡迪歐是名殘暴的統治者，他不知道自己是私生子，執意要和德內拉發生關係，德內拉為脫身買下了聖塔蘇菲亞給他，後來聖塔蘇菲亞懷上了他的孩子。戰爭越來越近，一天，自由黨的史蒂文森上校來到馬康多，希望阿爾卡迪歐交出城鎮以保全自由黨員的生命與財產安全。阿爾卡迪歐不肯，之後馬康多遭戰爭波及時，自由黨許多戰死，阿爾卡迪歐也因此遭軍法審判而槍斃。

### 第七章
戰爭結束後，保守黨政府宣布予以叛亂者嚴厲懲處，其中被判了死刑的波恩地亞上校透過預感逃過死刑，並決定拯救革命軍將領梅迪納將軍，之後得知他已被處決。不久後，自由黨反叛軍再度集結波恩地亞上校成為這群人的首領。阿爾卡迪歐被處決後，聖塔索菲亞生下他的雙胞胎奧雷里亞諾二世和荷西·阿爾卡迪歐二世。而荷西·阿爾卡迪歐因不明原因遭槍擊而死亡，從此之後蕾貝卡將自己封閉起來。波恩地亞上校歸來，看似勝利但實質上戰爭正陷入僵局。他任命老友馬魁茲上校為馬康多的民政與軍事領袖，自己則動身去和內陸的叛軍團體連絡。波恩地亞上校在斷了音訊後的某天捎來信件告知他有預感父親即將死亡，不久後老波恩地亞果真死亡。

### 第八章
奧雷里亞諾·荷西愛上了姑妈阿瑪蘭塔，但阿瑪蘭塔拒絕他的求愛。政府跟反軍的戰爭結束。奧雷里亞諾波恩地亞上校的17個私生子們和各自的母親一起前來尋找烏蘇拉和阿瑪蘭塔。她們給每個私生子都起名叫做奧雷里亞諾，但他們要跟著母親的姓。政府軍以為奧雷里亞諾·荷西是上校而遭到誤會殺死他。再次發生的戰爭。蒙卡達將軍的死刑執行。

### 第九章
赫林內多·馬奎茲上校對阿瑪蘭塔的求婚，阿瑪蘭塔因內疚而拒絕，決心一輩子未婚。奧雷里亞諾·波恩地亞上校的心理不安和混亂，他的變心以及他失敗的自殺企圖。

### 第十章
雙胞胎，內向的荷西·阿爾卡迪歐二世和外向的奧雷里亞諾二世的出生。因佩特拉·科特斯而積累的家門的財產。被美人蕾梅蒂絲拒絕求婚，陷入挫折的男人們。 在馬康多舉行的慶典和在典禮中發生恐怖襲擊。

### 第十一章
奧雷里亞諾二世與費蘭妲·卡爾皮歐結婚。學習荒唐的家庭歷史，接受女王教育長大的費蘭妲·卡爾皮歐。阿瑪蘭塔和費蘭妲的吵架。第五代荷西·阿爾卡迪歐和梅妹（蕾納塔蕾梅蒂絲）的出生。聚會在海岸邊的奧雷里亞諾波恩地亞上校的阿爾卡迪歐，奧雷里亞諾和十七個私生子。所有的兒子都為奧雷里亞諾這個名字覺得值得炫耀。十七個私生子額頭上都長出了灰燼的十字架標識。奧雷里亞諾·特里斯德在找房子時，遇到蕾貝卡。烏蘇拉終於確認蕾貝卡還活著。此時馬康多開通了對外的鐵道。

### 第十二章
馬康多進口電影，留聲機等新的科學技術和文明。許多的外國人（美國人）流入馬康多。赫伯特先生造訪波恩地亞家庭。晚餐時，赫伯特先生的奇異舉動令波恩地亞家庭感到詫異。外國人流入8個月之後馬康多迅速發展。被外國人侵害的波恩地亞家庭失去了和平。在馬康多裡開始種植香蕉樹。看到美人蕾梅蒂絲對外國男人的反應。超越一切道德的美人蕾梅蒂絲。和美人蕾梅蒂絲有關係的男人都會遭遇悲劇的結局。美人蕾梅蒂絲被一陣風颳上天。外國警察對馬康多人做了暴力鎮壓。奧雷里亞諾·波恩地亞上校憤憤不平，準備用自己的兒子組建軍隊。奧雷里亞諾·波恩地亞上校的十六個私生子突然被殺，只剩奧雷里亞諾·阿瑪多活下來，但他失蹤後生死不明且無人知曉他的消息。憤怒不已的奧雷里亞諾·波恩地亞上校找到赫林內多·馬奎茲上校，請求幫助鏟除受到外國勢力支持的腐敗政府。但赫林內多·馬奎茲上校拒絕，他對奧雷里亞諾·波恩地亞上校說要正視現實與趨勢。

### 第十三章
烏蘇拉回憶。其實烏蘇拉從荷西·阿爾卡迪歐出生時起，就已經失明，但她記住了家裡的一切，保持着固有的洞察力，沒有人知道她就是瞎子。但隨着失誤不斷，烏蘇拉衰老的事實被揭穿。因烏蘇拉衰老而停工一切。阿瑪蘭塔開始預測自己的死亡，並制定壽衣。費蘭妲執政波恩地亞家門，歧視與香蕉公司和外國勢力有關聯的人。為躲避費蘭妲，生活在佩特拉·科特斯家的奧雷里亞諾二世。不斷舉行派對吃東西，直到危機時刻的奧雷里亞諾二世。但他馬上恢復，重新開派對。放棄一切，重新回到小時候製造金魚生活的奧雷里亞諾·波恩地亞上校。為了給子女們展示好父母的樣子，只在暑寒假期一起生活的費蘭妲和奧雷里亞諾二世。繼承了喜歡派對的父親血統的梅妹。烏蘇拉意識到，荷西·阿爾卡迪歐二世和奧雷里亞諾二世，在薩昌街他們的人生發生了翻天覆地的變化。奧雷里亞諾·波恩地亞上校外出的某一天，在偶然見到的馬戲團隊伍中，尋找兒時的鄉愁，在父親去世的栗樹下孤獨地死去。

### 第十四章
阿瑪蘭塔·烏蘇拉出生。因為梅妹，奧雷里亞諾二世結束了徬徨。由於父親的影響，梅妹和美國朋友親近。對英語和外國文物也表現出關心。與父親奧雷里亞諾二世的紐帶感越來越深。阿瑪蘭塔突然去世。阿瑪蘭塔回憶了對蕾貝卡一生都有負罪感的過去。梅妹愛上與香蕉公司車庫的學徒毛里西奧·巴比隆尼亞。為了跟梅妹談戀愛，每天偷偷地翻越牆壁的毛里西奧·巴比隆尼亞。梅妹希望擺脫母親費蘭妲的控制。費蘭妲要求市長部署警衛兵，說她家好像有偷母雞的小偷，被當作小偷的毛里西奧·巴比隆尼亞被警衛兵開槍打中脊椎，終身癱瘓。

### 第十五章
卡爾皮歐用計讓巴比隆尼亞重傷，再把梅妹送到修道院。修道院的一位老修女帶著一個小籃子來訪，籃子裡裝的是梅妹的兒子奧雷里亞諾。卡爾皮歐為了隱瞞，編造奧雷里亞諾是她發現放在籃子裡飄來的，本來想等老修女離開就把嬰兒淹死，但她的良知讓她沒有這麼做，所以她把奧雷里亞諾藏了起來。
在奧雷里亞諾一歲的時候，發生了香蕉公司工人罷工，他們抗議住宅區沒有衛生設備、沒有醫療服務、工作環境太差，還有公司沒有真正的發薪水給他們。結果卻遭到屠殺，倖存下來的荷西·阿爾卡迪歐二世在返家後發現沒有人知道大屠殺的事，官方完全封鎖了消息，讓百姓以為罷工的事圓滿結束，但官方依然在抓捕嫌疑分子。他們來到了荷西·阿爾卡迪歐二世的家中搜查，到了荷西·阿爾卡迪歐二世所在的房間，軍官卻只對夜壺感興趣，似乎沒有看到荷西·阿爾卡迪歐二世。

### 第十六章
連續下了快五年的雨，因為雨下個不停，所以奧雷里亞諾二世停止了去找他的情婦科提斯，奧雷里亞諾二世也意外發現了被藏起來的奧雷里亞諾，在了解奧雷里亞諾的身分後，他接受自己當外公的現實，並好好地照顧奧雷里亞諾。而卡爾皮歐很擔心自己在生下阿瑪蘭塔後不可以性交的秘密會被奧雷里亞諾二世發現，所以一直找醫生，或是去問年長的伊寬南。但她因為覺得難為情，所以拐彎抹角的道出自己的問題，卻讓伊寬南以為她是腸子出問題。
看到街上狼藉的景象讓奧雷里亞諾二世感到緊張，他終於開始擔心在科提斯家的那些牲口的狀況，他趕緊前往科提斯的家，他看到科提斯在處理一具馬的屍體，協助她讓屍體漂走後，科提斯告訴他其他牲口的狀況。他在科提斯家住了幾個月，最後在某次想求歡的時候，被科提斯潑了冷水，讓他明白他們都已經老了。不久後他就回家了，但家裡的食物一天一天地減少，當卡爾皮歐告訴奧雷里亞諾二世糧食不夠時，奧雷里亞諾二世卻只是敷衍了事。因為奧雷里亞諾二世的不重視和一堆的生活瑣事把卡爾皮歐的理智壓垮，讓她變成天天抱怨的怨婦。有天，奧雷里亞諾二世忍受不了，對她發脾氣後，她才意識到自己的嘮叨的不好。
而雨季阿瑪蘭塔和奧雷里亞諾快樂的時光，他們開心地玩耍、搗蛋。而伊寬南漸漸分辨不出現在與過去發生的事情。
奧雷里亞諾二世為了找出被藏起來的財產陷入瘋狂，再也不顧孩子，也不按時吃飯，即便已有預言說要「等到連三年的六月不下雨，財產才會出現」，他仍然繼續嘗試尋找財產的下落，再無數次的失敗後，他漸漸相信預言，但他依舊不肯放棄的繼續挖掘。終於等到雨停的那天，奧雷里亞諾二世走出家門，去看小鎮的變化。

### 第十七章
下了多年的雨停後，伊寬南恢復些許的理智，想重整家風，而奧雷里亞諾二世與科提斯透過彩票維持生計，兩人也發現此時的相處方式比起以前更加的舒適。不久後，伊寬南過世，鎮上的鳥也跟著死去，神父說鳥的死亡是因為怪獸「流浪的猶太人」造成，起初大家不相信，結果最後真的抓到了一個怪物。
吉普賽人歸來，他們發現小鎮變得荒蕪。教會指派新神父，希望能改善小鎮的風氣，結果不到一年的時間，新來的神父也變得懶散。
奧雷里亞諾二世怕自己在死前還無法存夠錢讓女兒阿瑪蘭塔·烏蘇拉去布魯塞爾讀書，所以拚了命賺錢，最後甚至把土地當作摸彩的禮物，讓群眾有興趣買摸彩券。在送走女兒後，奧雷里亞諾二世與荷西·阿爾卡迪歐二世相繼去世，卡爾皮歐不讓科提斯見奧雷里亞諾二世最後一面，甚至還出言羞辱她。

### 第十八章
荷西·阿爾卡迪歐二世和奧雷里亞諾二世去世後，奧雷里亞諾在與梅賈德斯的幽靈對話，他開始學習梵文，試著翻譯梅賈德斯遺稿，而科提斯每周都會送一籃食物到波恩地亞家，這個舉動一直持續到卡爾皮歐去世。
聖塔蘇菲亞決定離家，奧雷里亞諾接替她在廚房的工作為卡爾皮歐準備食物。卡爾皮歐是以子女回家的日期來記時間，但子女一直不歸家，她也漸漸搞不清楚日期。
在卡爾皮歐死後，奧雷里亞諾第一次出門，要去書店找梅賈德斯提到的書。而卡爾皮歐的兒子阿爾卡迪歐，直到卡爾皮歐死後才回到波恩地亞家。回到波恩地亞家後，他才發現自己掉入了一個永遠也逃不掉的陷阱，為了生活，他開始帶小孩，有天在家中挖到了曾經讓奧雷里亞諾二世瘋狂尋找的財產，於是他變得奢侈，在某天看到孩子過度玩鬧後，他開始正視生活，不再那麼放肆。但那次因為太過激動，導致氣喘發作，奧雷里亞諾替他出門買藥後，他對奧雷里亞諾不再那麼敵視，兩人能和平相處。有天，波恩地亞上校僅存的兒子阿瑪多到來，但因為他們不記得他，所以把他拒之門外，結果阿瑪多被兩名追蹤他多年的警探開槍射死了。而阿爾卡迪歐在不久後，被自己趕出去的四個孩子壓在水中淹死了。

### 第十九章
阿瑪蘭塔·烏蘇拉回歸波恩地亞家，在看到殘破不堪的家園後，她決定要重整一切。接著，故事介紹阿瑪蘭塔與丈夫的相識故事，以及他們回到小鎮後的生活。隨著阿瑪蘭塔·烏蘇拉的歸來，奧雷里亞諾不再只是把自己關在梅賈德斯的房間，他開始走上街頭，去了解身處的小鎮，過程中，他發現自己的家族已不再為人所知。他結交了幾個朋友，其中與加布列最為要好，他也認識了妮格蘿蔓塔，兩人成為床伴，他告訴妮葛蘿蔓塔他愛上了阿瑪蘭塔。他還發現了葛斯頓的真面目，告訴阿瑪蘭塔·烏蘇拉後，阿瑪蘭塔·烏蘇拉卻不以為意。他遇到了德內拉，在德內拉的安慰與鼓勵下，他鼓起勇氣正視自己的感情，在喝醉後侵犯了阿瑪蘭塔·烏蘇拉，而阿瑪蘭塔·烏蘇拉從一開始的反抗，到後來漸漸放棄抵抗⋯⋯

### 第二十章
德內拉的過世後，加泰隆尼亞智者拍賣了書店，他要去巴塞隆納，在去程的船上不斷寫信給奧雷里亞諾他們，建議他們跟他一樣離開馬康多小鎮。阿爾瓦羅是第一個離開的，接著是阿方索和海曼，最後加布列在某次競賽中贏得一趟巴黎遊後，也離開了小鎮。
阿瑪蘭塔·烏蘇拉因為與奧雷里亞諾相戀，而與葛斯頓離婚。此後兩人不再關心外面世界發生的事情，享受著二人世界，最後阿瑪蘭塔·烏蘇拉在生下孩子後血崩身亡。奧雷里亞諾把孩子放入籃子後，獨自到鎮上逛逛，才發現小鎮已不是他印象中的模樣。當他再次想起孩子時，回到家卻找不到籃子，結果看到孩子只剩一個浮腫的乾皮囊，被螞蟻抬向了蟻巢，他想通了梅賈德斯遺稿最後的關鍵「這一家族的第一個祖先被綁在樹上，最後一個子孫被螞蟻吃掉。」他重回梅賈德斯的書房，拾起遺稿再次閱讀，終於了解到遺稿寫的就是他的家族，他知道了自己的身世，也明白自己再也走不出這個房間，他的家族、這個城鎮，將不復存在。

## 象征与隐喻
《百年孤独》的主旨是馬康多无法避免、不可逃脱的历史循环。其中的人物为自己的过去以及时间的复杂度所控制。贯穿整部作品，小说中的人物们不时会见到鬼魂。“这些鬼魂象征着是馬康多挥之不去的过去。事实上，这些重复出现的鬼魂根植在拉丁美洲历史的特定发展之中。”“从某种程度上来说，由于意识形态上的变化，波恩地亞和整个馬康多都是鬼魂。他们被自己的文化所隔离和排斥，社会发展落后于其他地区，处处依赖他人。更可怕的是他们已经完全接受这样的现状，不思改变。”
馬康多从一开始就已经被注定要毁灭。“书中的宿命论暗喻了古往今来导致了历史不断重复的意识形态，也正是这种意识形态使得拉丁美洲的历史被解读成了一个循环，一个不可能出现变革的循环。书中的旁白也加强了这种宿命论给予读者的压迫感。”
加西亚·马尔克斯在书中经常使用颜色来作为符号。最常出现的颜色是黄色和金色，因为他们象征着帝国主义和西班牙黄金时代。这其中，金色更意味着对财富的渴望，而黄色代表死亡、变革以及毁灭。
老波恩地亞在梦中见到了镜之城，并就此确定了馬康多的选址。然而这同时也奠定了馬康多先天不良的命运。希金斯曾经写过：“从结尾来看，镜之城实际上就是个海市蜃楼。馬康多实际上象征着美洲曾经许诺过的崭新世界，然而同现实中历史的走向一样，最后那只是个幻想罢了 。”镜之城和冰工厂的意象代表了拉丁美洲人如何概括他们自己的历史，而这样的历史也注定是要毁灭的。
总的来说，《百年孤独》中的拉丁美洲历史是有其内在模式的。事实上这本书是“拉丁美洲人民创造来理解自己文化”的。从这样的角度上来说，这本书可以被看做是一个线性的档案。这本档案记录的是一个被欧洲探险者发现了的拉丁美洲的故事，这个拉丁美洲的历史是被出版社所定义的。它同时也象征并解构了奠定着拉丁美洲历史基础的文学。书中收藏了历史档案的梅賈德斯代表了怪诞和文学。最后，“《百年孤独》的世界里，信仰和隐喻成为了现实，而其他更寻常的东西却变得不确定了”。
从写作手法上来看，这部书使用了特定的历史事件和任务，成就了他的魔幻现实主义色彩，在这个有趣的故事中蕴含了百年历史中的因和果。

## 中文文學影響與衍生作品
《百年孤独》的拉美魔幻现实主义风格对中文文学创作产生深远影响，并衍生出许多重要的文学作品。一方面，《百年孤独》的对文化传统、民族心理的寻根的艺术主题，启发了中国20世纪80年代以来的寻根文学、雪域魔幻文学和新笔记小说的风潮；另一方面，《百年孤独》夸张、怪诞、虚实交错、打破生死界限和时空界限的创作手法，影响了扎西达娃、莫言、贾平凹、韩少功、范稳等新老作家的作品风格。
从风格上来看，衍生作品包括：
- 寻根文学：郑义《老井》，李锐《厚土系列》，韩少功《爸爸爸》，张炜《古船》，王安忆《小鲍庄》，阿城《棋王》，冯骥才《神鞭》，陆文夫《美食家》
- 雪域魔幻文学：色波《竹笛·嚷泣和梦》、《西藏文学》、《幻鸣》，扎西达娃《西藏，系在皮绳扣上的魂》、《西藏，隐秘岁月》，刘伟《没上油彩的画布》，金志国《水绿色衣袖》，李启达《巴戈的传说》，夏明《没有司葬的顿月夏巴和无法死亡的老扎次》，子文的《旺堆的太阳》
- 新笔记小说：贾平凹《莽岭一条沟》、《太白山记》，汪曾祺《瑞云》、《陆判一》、《螺狮姑娘》。

从作者来看，莫言、贾平凹和扎西达娃是受到《百年孤独》的巨大影响的作家，在他们的作品中，能看到《百年孤独》影子的包括：
- 莫言：《丰乳肥臀》、《生死疲劳》、《红蝗》、《生蹼的祖先们》、《马驹横穿沼泽》、《二姑随后就到》、《奇遇》、《战友重逢》、《我们的七叔》、《夜渔》、《拇指铐》
- 贾平凹：《佛关》、《高老庄》、《白朗》、《白夜》、《废都》、《怀念狼》
- 扎西达娃：《西藏，系在皮绳扣上的魂》、《西藏，隐秘岁月》、《去拉萨的路上》、《风马之耀》、《世纪之邀》、《悬崖之光》、《流放中的少爷》、《骚动的香巴拉》、《桅杆顶上的坠落者》

此外，韩少功的《爸爸爸》、《归去来》、阿来的《尘埃落定》、陈忠实的《白鹿原》、阎连科的《耙楼天歌》、謝鑫佑的《五囝仙偷走的祕密》、陆天明的《泥日》、彭见明的《大泽》、范稳的《水乳大地》、边云山的《桦林峪》等作品也受到《百年孤独》的重要影响。

## 人物介紹

### 第一代
老波恩地亞/ 荷西·阿爾卡迪歐·波恩地亞 José Arcadio Buendía
作為波恩地亞家族的家長，老波恩地亞是一個富有幻想與冒險精神的人物，沉迷於科學與哲學。因為決鬥殺死了阿奇勒（Prudencio Aguilar）之後，不堪其冤魂的騷擾，帶著親從和他們的家眷離開了里奥阿查（Riohacha），在河床邊建立了馬康多。他是小說前幾章的重要人物，對吉卜賽人，特別是梅賈德斯，帶來的新鮮事物，尤其是煉金術和天文學，表現出極大的興趣，並與他們中的梅賈德斯（Melquiades）建立了友誼。但在晚年失去理智之後，他對情節的推動作用就不那麼明顯了。最後，滿嘴拉丁語的他被綁在栗子樹上，直到臨死之前才被妻子伊寬南解下來。
烏蘇拉·伊寬南 Úrsula Iguarán
老波恩地亞的妻子和表親。兩人的長輩曾因為相同的近親結婚而生出了長有豬尾巴的孩子。擔心後代會有同樣的命運，她曾警告所有子孫不能近親通婚，並在婚後的很長一段時間裡戴著貞操帶，拒絕性行為。正因為如此，當她還在里奥阿查的時候，有流言說老波恩地亞陽痿，從而導致了決鬥。伊寬南是一個實際的、自律的、又充滿活力的人，她一共活了一百多歲，貫穿了波恩地亞六代家族的興衰史。在晚年，她憑著詭異的直覺料理家事，甚至沒有人發現她已經失明了的事實。在臨死之前，她已經萎縮得像一個胎兒一樣。

### 第二代
荷西·阿爾卡迪歐 José Arcadio
老波恩地亞的長子，繼承了父親的魯莽與固執。他在父母開墾到馬康多的路途中出生，長有巨大的生殖器。他和占卜的女人德內拉（Pilar Ternera）私通，並在她懷孕後跟著一個吉普賽女人離家出走。多年以後，他像一個野人一樣回到馬康多，聲稱自己到過世界上所有的海域。他力大無窮，而且粗魯亂性。他和蕾貝卡結婚後，被忍無可忍的伊寬南趕出了家門，住在郊外。在內戰時期，他救下了被判處死刑的弟弟波恩地亞上校，卻在某一天被神秘地槍殺。他的血一直從郊外幾經輾轉流回了家，這才讓伊寬南發覺到兒子已經死亡了。蕾貝卡曾被懷疑是兇手，但最終不了了之。
奧雷里亞諾·波恩地亞（上校） Colonel Aureliano Buendía
老波恩地亞的次子，第一個在馬康多誕生的人。他在母親肚子裡時就流淚了，出生時睜著眼睛。在他還是孩子的時候，就被發現擁有預知未來的能力。也正是他預見了蕾貝卡的到來。他似乎繼承了父親性格裡冥想與哲學的一面，並且對煉金工藝有著同樣的熱情。他娶了莫斯克德鎮長的小女兒蕾梅蒂絲·莫斯克德為妻，有機會目睹了保守黨在民主投票選舉中的作弊。戰爭爆發後，他加入了自由黨。
波恩地亞上校一生向保守黨政府發動過三十二次武裝起義，全都失敗了。他和十七個女人生的十七個兒子几乎都在一個晚上被暗殺（其中唯一的幸存者、长子阿瑪多後來也被殺害）。他本人则遭到過十四次暗殺、七十二次埋伏和一次槍決，全都倖免於難。他唯一的傷還是他試圖自殺時親手造成的。在失去了對戰爭的興趣後，心灰意冷的上校和政府簽訂了和平協議，回到了馬康多，用他的餘生來鑄造和融毀金屬小金魚。有戲劇性的是，他死前正在他父親被綁了多年的栗子樹前撒尿。波恩地亞上校被描寫成波恩地亞家族中唯一的戰士。同時，在寫詩和鑄造小金魚方面的才能讓他看起來像個藝術家。
阿瑪蘭塔 Amaranta
老波恩地亞的小女兒。和蕾貝卡一起長大，但英俊的意大利調琴師皮埃特羅·克雷斯畢（Pietro Crespi）的出現徹底破壞了她們的友情，讓兩人陷入了愛情的競爭。阿瑪蘭塔強烈地嫉妒意大利人選擇了蕾貝卡，在矛盾和掙扎中多次試圖破壞婚禮的舉行。她在咖啡裡放了鴉片酊要毒死蕾貝卡，莫斯克德却突然惨死，她因此受到了良心的譴責。蕾貝卡随后与阿爾卡迪歐結婚，阿瑪蘭塔则在她的餘生裡拒絕了所有向她求愛的男人。她拒絕了克雷斯畢，導致他絕望地自殺；她又拒絕了馬奎斯（Col. Gerineldo Márquez）。她还与荷西發生亂倫關係。當預感到死亡的來臨時，這個孤獨的老女人開始為自己編織壽衣，並且在完工的那個晚上得到了解脫。
蕾貝卡 Rebeca
病態、倔強的孤女，她帶著父母的遺骸從瓜希拉省的馬瑙雷（Manaure）來到馬康多。根據托送她的人提供的信，蕾貝卡是伊寬南隔了一代的表亲尼卡諾爾·烏羅（Nicanor Ulloa）和蕾貝卡·蒙田（Rebaca Montiel）的女兒。在被收養之初，蕾貝卡顯得異常膽小，拒絕說話，並有吮手指、吃泥土和牆壁塗料的習慣——這個惡習在她一生中反覆發作。她只對印第安語有反應。但其實她也能說流利的西班牙語。她受到了良好的管教，很快成為了家族的新成員，並和幾個同齡的波恩地亞成員打成一片。
荷西·阿爾卡迪歐回家之後，他的野性重新喚起了蕾貝卡被壓抑的病態，使她拋棄了克雷斯畢，轉而和自己的养兄結了婚。伊寬南一氣之下把他們趕出了家門。荷西·阿爾卡迪歐被離奇地槍殺後，蕾貝卡過著與世隔絕的生活直到去世。一直惦記著她的反而是發誓和她不共戴天的阿瑪蘭塔，和對她的反抗精神念念不忘的養母。
蕾梅蒂絲·莫斯克德 Remedios Moscote
是鎮長艾波里南·莫斯克德第七個女兒，也是最小的一個。波恩地亞上校第一次見到蕾梅蒂絲時，就被她細嫩的皮膚和綠寶石一樣的眼睛所吸引，儘管當時她才九歲，讓上校苦等到她發育才能舉行兩人的婚禮。但出乎所有人的意料，在蕾梅蒂絲短暫的婚姻中，她幾乎是一個完美的妻子，包括一人照料了發瘋的老波恩地亞。就在家裡人都愛她的時候，阿瑪蘭塔希望蕾貝卡與克雷斯畢的婚期能因為發生一件大事而暫緩舉行，卻意外地結束了蕾梅蒂絲的生命，而阿瑪蘭塔因此受到了良心的譴責。

### 第三代
阿爾卡迪歐 Arcadio
荷西·阿爾卡迪歐唯一的兒子，長大後並不知道自己的身世，視祖母伊瓜蘭為母親。靠著叔叔波恩地亞上校的提拔，當上了軍政首領，成為馬康多第一個暴君，橫行霸道，後來因為政變失敗被槍決。
奧雷里亞諾·荷西 Aureliano José
波恩地亞上校與德內拉私通後生下的長子。瘋狂戀上姑姑阿瑪蘭塔，最後被亂軍開槍打死。
其餘十七個奧雷里亞諾
波恩地亞上校在戰爭中與十七個女人生下的私生子，後受父親的革命召集，結果使得他們遭政府追殺殆盡。
（當時有母親為了提高後代的素質，送女兒去營地與出名將領私通的習慣。）

### 第四代
美人蕾梅蒂絲 Remedios, la bella
阿爾卡迪歐的長女，外表驚為天人，但是個性單純，穿著男裝、剃光頭的率性打扮，依舊迷人得要發瘋，後奇蹟性的隨晾著的床單「升天」消失。
荷西·阿爾卡迪歐二世 José Arcadio Segundo
與奧雷里亞諾二世是雙生兄弟。兩人小時不論神情或一舉一動都同步又神似，令人難以分清。家人為他們各自帶上記有其身分的手帶，卻有一次偶然發現他們私下會玩掉轉身份的遊戲，因與其弟奧雷里亞諾二世不同，荷西·阿爾卡迪歐二世本人像一名學者，沒有野心，令烏蘇拉肯定他們直到長大仍從沒有厭倦這種遊戲。經歷了一場慘暴的大屠殺，幸運生存，此後不斷透過自己的嘴向後人傳達這歷史悲劇，卻無太多人答理。
兩個人在性格上有極大的差異，但到了晚年，奧雷里亞諾二世與荷西·阿爾卡迪歐二世兩人又日漸相似，彷彿回到童年時代。晚年荷西·阿爾卡迪歐二世身染惡疾，最後和奧雷里亞諾二世同時間去世，有喝醉酒的朋友來幫忙抬棺下葬，在混亂中兩人的遺體遭錯放了對方的墓穴。
奧雷里亞諾二世 Aureliano Segundo
與荷西·阿爾卡迪歐二世是雙生兄弟。兩人小時不論神情或一舉一動都同步又神似，令人難以分清。家人為他們各自帶上記有其身分的手帶，卻有一次偶然發現他們私下會玩掉轉身分的遊戲。偶然間遭佩特拉·科特斯錯認而發生關係，兩人亦發現在瘋狂的性愛會令畜牧不斷的多產，因而借畜牧業賺大錢，坐擁妻妾，家裡內外牆壁都貼滿了鈔票，受糜爛的生活腐化。在馬康多慶典遭受恐怖襲擊的一晚認識了卡皮歐，之後穿洋過海找到她結婚。但旋即發現愛的是科特斯，一生在自己家和情婦家穿梭，卡皮歐半理不理，只要求他不能死在情婦家中。感祇到死期將至，臨死前履行承諾回到家中才死去。
和荷西·阿爾卡迪歐二世同時間去世，有喝醉酒的朋友來幫忙抬棺下葬，在混亂中兩人的遺體遭錯放了對方的墓穴。
費蘭妲·卡爾皮歐 Fernanda del Carpio
奧雷里亞諾二世的妻子，一位出身於貴族世家的千金，在年僅五歲時母親就因熱病而去世，由父親獨立撫養長大，由於其家族背景使其父親對她的教育不遺餘力，甚至到達變賣家產來供給她的教育，也致使她從年幼之時就擁有淵博的學識與過人的氣質涵養，但也因此使她年幼時在學校裡與其他同學格格不入，在其成長歷程裡始終孤獨一人。長大後在全國最美麗的五千名女性中獲得后冠，並意外認識了奧雷里亞諾二世，並隨後與其結婚。
佩特拉·科提斯Petra Cotes
奧雷里亞諾二世的情婦。

### 第五代
蕾娜塔·蕾梅蒂絲（梅妹） Renata Remedios(Meme)
奧雷里亞諾二世與卡皮歐的第二个孩子及長女，純真的女孩，因不顧母親反對愛上技工巴比隆尼亞，被迫送到修道院度過餘生，行前懷有身孕，生下奧雷里亞諾。
荷西·阿爾卡迪歐 José Arcadio II
奧雷里亞諾二世與卡皮歐的长子，繼承了父母所有的劣根性。家族欲將他好好培育成神父重振波恩地亞家族往日光榮，但他卻墮落頹廢，貪圖繼承財產；生活荒淫，在義大利時每天往娼妓酒店跑，最後被同性戀的男孩子溺斃在浴池裡。
阿瑪蘭塔·烏蘇拉 Amaranta Úrsula
卡皮歐和奧雷里亞諾二世的第三個孩子。她從和她同名的曾曾祖母伊瓜蘭那裡繼承了固執、活潑的性格，並努力把自己的快樂帶給周圍的人。她雖然不知道在她孩童時代被送到波恩地亞家的孩子──奧雷里亞諾，是姊姊梅妹的私生子，但這並不妨礙她和姪子成為青梅竹馬的玩伴。在歐洲上學時期，她和起碼比她大十五歲的比利時人葛斯頓（Gaston）結了婚，並用絲帶綁著他的脖子回到了馬康多。但在和奧雷里亞諾偷情後，充滿情慾的阿瑪蘭塔選擇了和丈夫分手。
懷孕之後，她對孩子給予了希望，相信這將會是家族的新起點，因為這是百年裡的波恩地亞家族中唯一由於愛情而受孕的嬰兒。她把孩子命名為羅德里奎茲，希望打破家族循環的怪圈，但奧雷里亞諾亞堅持孩子要繼承波恩地亞上校的名字。在家族的最後一代出生之後，阿瑪蘭塔·烏蘇拉死於產後大出血。

### 第六代
奧雷里亞諾·巴比伦 Aureliano Babilonia
梅妹的私生子，自小受到卡皮歐的虐待，與阿姨阿瑪蘭塔私通生下了奥雷里亚诺，阿瑪蘭塔生下孩子後，因流血過多致死，奧雷里亞諾因過度悲傷而無法照顧新生的兒子，這個家族最後的子孫——奥雷里亚诺在剛出生時竟被螞蟻吃掉。奧雷里亞諾破譯出梅賈德斯的預言遺稿後，發現這六代家族的命運早已註定，於是隨著馬康多一起消失。

### 第七代
奥雷里亚诺 Aureliano 
奧雷里亞諾·巴比隆尼亞與阿瑪蘭塔·烏蘇拉之子。出生不久後就被螞蟻吃掉。

### 其他角色
梅賈德斯 Melquiades
到馬康多傳播新奇事物與思想的神秘吉卜賽人。老波恩地亞的好友，也是使波恩地亞一家發生重大變化的重要人物。死後留下了用梵文，斯巴達軍用密碼，寫下的波恩地亞家族史。
碧蘭·德內拉 Pilar Ternera
會用紙牌占卜的女人。與荷西·阿爾卡迪歐私通生下阿爾卡迪歐，後與波恩地亞上校私通生下奧雷里亞諾·荷西。

## 中國大陸出版版權問題
由于版权问题，直到2010年，中国大陆才获得该作品的出版权。
1980年代，尤其是马尔克斯于1982年摘得诺贝尔文学奖桂冠之后，由於當時中國並未加入世界版權公約，中国多家出版社在没有得到其授權的情況下，出版了他的一系列作品，其中《百年孤独》、《霍乱时期的爱情》等经典作品更有多个版本。1990年马尔克斯应黑泽明邀请赴日本访问，在北京和上海停留。马尔克斯访问北京时对一众人等说：“各位都是盗版书贩子啊！”这让当时在场的钱钟书颇为难堪。《哥伦比亚人报》写道，钱钟书先生听了马尔克斯半怒半笑之言，顿时沉默不语。哥伦比亚驻华大使试图缓和一下局面，但是白费力气。马尔克斯在结束中国之行后聲稱“死后150年都不授权中国出版其作品，包括《百年孤独》”。直到2010年中国农历春节前夕，新经典版权部收到了马尔克斯的出版代理人卡门·巴尔塞伊丝发来的授权通知，马尔克斯愿意将《百年孤独》交给该公司推出中文版。2011年6月，正式授权版《百年孤独》出版，再次引起中国大陆读者对拉美文学的关注。2011年8月，在新浪网文化读书频道揭晓的2011年“新浪中国好书榜”上半年榜中，《百年孤独》名列榜首。

## 翻译情况
在二十世纪七、八十年代，中国出版过至少5个中文版本的《百年孤独》，其中包括兩種從西班牙文直接翻譯的版本：黃錦炎等合譯的上海譯文出版社版與吳健恆獨力翻譯的雲南人民出版社版。但这些译本都未获版权许可。马尔克斯曾认为他的版权在中国不受保护，因此曾说他死后150年内都不授权此书在中国出版。1992年中国加入伯尔尼国际版权公约后，早期译本就不再重印。由于版权费用昂贵，1990年代中國幾乎没有出现《百年孤独》新的译本，僅僅有雲南人民出版社1993年出版的吳健恆譯本。2000年後，中國又陸續出現許多版本譯本，但包括吳健恆版，這些新譯本都沒有獲得作家授權。直到2010年中國舊曆新年前夕，北京新经典文化有限公司宣布获得《百年孤独》中文版权（猿渡静子促成版权转接这件事上影响巨大），並在2011年5月發行。新經典文化被作家要求為過去27年所有未授權版本支付費用，傳聞授權費達到100萬美元（也有传闻说是120万美元）。
臺灣推出過3本《百年孤寂》，其中兩本轉譯自英譯本的版本，另一本為西文直譯：宋碧雲譯《一百年的孤寂》（遠景出版公司，臺北）與楊耐冬譯《百年孤寂》（志文出版社，臺北）兩版為譯自英譯本，葉淑吟譯《百年孤寂》（皇冠文化，臺北）為西文直譯。楊耐冬還從英文轉譯了題為《馬奎斯小說傑作集》的马尔克斯中短篇小說集，某些跡象顯示，臺灣小說作家黃凡、張大春、吳繼文、駱以軍、謝鑫佑等人受到這些譯作的影響。

## 評價
《百年孤寂》在出版後普遍得到讚譽，獲得了義大利Chianciano獎、法國Meilleur Livre Etranger獎、委內瑞拉羅慕洛·加列戈斯獎、美國紐斯塔特國際文學獎。
英國小說家薩爾曼·魯西迪稱讚《百年孤寂》是過去五十年來所有語言中最偉大的傑作。智利作家聶魯達稱讚《百年孤寂》是“繼的《堂吉诃德》之後最偉大的西班牙語作品”。
《紐約時報》書評威廉·甘迺迪則認為《百年孤寂》是《創世紀》之後首部值得全人類閱讀的文學巨作。墨西哥作家卡洛斯·富恩特斯稱讚《百年孤寂》是唯一的一部美洲《聖經》，認為加夫列尔·加西亚·马尔克斯對西班牙文的貢獻比塞萬提斯還要大，不僅使我們的語言復活，也使我們的神話復活。
马里奥·巴尔加斯·略萨認為《百年孤寂》在馬奎斯建構的虛擬世界中達到了頂峰。這部小說整合並且超越了他以前的所有虛構想像，進而締造了一個極其豐饒的雙重世界。它窮盡了世界的一切，同時也窮盡了自己。

## 影视改编
同名电视剧自2024年12月11日起上线流媒体平台Netflix，共有8集。

## 外部連結
- "The Solitude of Latin America" （页面存档备份，存于）, Nobel lecture by Gabriel García Márquez, 8 December 1982